# Conopeum (geslacht)
Conopeum is een geslacht van mosdiertjes uit de familie van de Electridae. De wetenschappelijke naam van het geslacht is voor het eerst geldig gepubliceerd door Gray in 1848.

## Soorten
De volgende soorten zijn bij het geslacht ingedeeld:
- Conopeum aciculatum (MacGillivray, 1891)
- Conopeum antipodum Gordon, Sutherland, Perez, Waeschenbach, Taylor & Di Martino, 2020
- Conopeum chesapeakensis (Banta, Perez & Santagata, 1995)
- Conopeum commensale Kirkpatrick & Metzelaar, 1922
- Conopeum eriophorum (Lamouroux, 1816)
- Conopeum fluviatilis (Canu, 1928)
- Conopeum grimmi Gontar & Tarasov, 2009
- Conopeum hexagonum Seo, 1996
- Conopeum lacroixii (Audouin, 1826)
- Conopeum loki Almeida, Souza & Vieira, 2017
- Conopeum nakanosum Grischenko, Dick & Mawatari, 2007
- Conopeum oretiensis Uttley, 1951
- Conopeum osburni Soule, Soule & Chaney, 1995
- Conopeum papillorum Tilbrook, Hayward & Gordon, 2001
- Conopeum ponticum Hayward, 2001
- Conopeum reticulum (Linnaeus, 1767) = Zeekantwerk
- Conopeum seurati (Canu, 1928) = Brakwaterkantwerk
- Conopeum spiculata (Canu, 1928)
- Conopeum tenuissimum (Canu, 1908)
- Conopeum truitti Osburn, 1944
- Conopeum vivianii Moyano, 1991

Niet geaccepteerde soorten:
- Conopeum reticulatum (Linnaeus, 1767) → Conopeum reticulum (Linnaeus, 1767)
- Conopeum tubigerum Osburn, 1940 → Membraniporopsis tubigera (Osburn, 1940)